# Medicago doliata
Medicago doliata là một loài thực vật có hoa trong họ Đậu. Loài này được Carmign. miêu tả khoa học đầu tiên.